# Florentiner Lack
Florentiner Lack ist ein roter Lack, der traditionell in der Malerei eingesetzt wurde. Es gibt verschiedene Rezepturen, denen allein die rote Farbe gemein ist.

## Farben
Der Florentiner Lack ist immer rot, je nach Zusammensetzung aber violett nuanciert und teilweise hochrot.
Er erhielt seinen Namen von der Herkunft aus Florenz, von wo aus er zuerst gehandelt wurde.
Im Laufe der Zeit gab es weitere Rezepturen und Handelsbezeichnungen wie Kugellack, Wiener Lack, Münchner Lack, Pariser Lack und als Abart die Brazilholzlacke.

## Herstellung
Florentiner Lack wurde ursprünglich aus Cochenille hergestellt, die mit Alaun und Kali so lange gekocht wurde, bis sich der rote Farbstoff Karmin abgesetzt hat (Verlackung). Das Pigment wurde als Feststoff oder Pulver verkauft und nach Bedarf mit Bindemittel als Lack angerührt.
Der „Unechte Florentiner Lack“ wurde aus einem Absud von Rothölzern (Fernambukholz) hergestellt, dem man  eisenfreie Salzsäure zusetzt, bis der Absud gelb ist. Durch Fällen mit Zinkoxyd erhält man den schönsten Florentiner Lack. Das Auswaschwasser darf nicht kalkhaltig sein und wurde oft mit Salzsäure angesäuert.
Es gibt noch weitere Farbstoffe, die aus Holz gewonnen wurden.

## Verwendung
Florentiner Lack muss sehr leicht, zart und leicht zerreiblich sein. Die Verkaufsbezeichnung Colombinlack bezeichnete Pigment, welches in kleinen viereckigen Stücken über Venedig gehandelt wurde.
Durch Zugabe von Permanentweiß oder Kaolin konnte die Farbe aufgehellt werden.
Florentiner Lack war die Grundlage für die Entwicklung des Berliner oder auch Preußisch Blau. Eine Verunreinigung des Ausfällungsmaterials bewirkte die ungeplante Farbveränderung.